# Lista de canções de eurodance
Esta é uma lista que contém algumas canções do gênero eurodance. O Eurodance é um gênero de electronic dance music oriundo da Europa ocidental que ganhou força e popularidade nos anos 90, devido sua ênfase enérgica e um ritmo dançante. Hoje em dia, o gênero engloba elementos da house, trance e hip hop.
Estão apenas listados 1 lançamento notável por artista e de forma cronológica.

## Década de 1980
| Ano  | Artista       | País     | Canção                    | Ref.  |
| ---- | ------------- | -------- | ------------------------- | ----- |
| 1988 | Milli Vanilli | Alemanha | "Girl You Know It's True" | [ 1 ] |
| 1989 | Black Box     | Itália   | "Ride on Time"            | [ 2 ] |
| 1989 | Technotronic  | Bélgica  | "Pump Up the Jam"         | [ 3 ] |

## Década de 1990
| Ano             | Artista                     | País                      | Canção                            | Ref.   |
| --------------- | --------------------------- | ------------------------- | --------------------------------- | ------ |
| 1990            | Snap!                       | Alemanha                  | "The Power"                       | [ 4 ]  |
| 1991            | The KLF                     | Reino Unido               | "3 A.M. Eternal"                  | [ 5 ]  |
| 1991            | Army of Lovers              | Suécia                    | "Crucified"                       | [ 6 ]  |
| 1991            | 2 Unlimited                 | Países Baixos             | "Get Ready for This"              | [ 7 ]  |
| 1992            | DJ Bobo                     | Suíça                     | "Somebody Dance with Me"          | [ 8 ]  |
| 1992            | Captain Hollywood Project   | Alemanha                  | "More and More"                   | [ 9 ]  |
| 1992            | Double You                  | Itália                    | "Please Don't Go"                 | [ 10 ] |
| 1992            | Dr. Alban                   | Suécia                    | "It's My Life"                    | [ 11 ] |
| 1993            | Cappella                    | Itália                    | "U Got 2 Let the Music"           | [ 12 ] |
| 1993            | Magic Affair                | Alemanha                  | "Omen III"                        | [ 13 ] |
| 1993            | Corona                      | Itália                    | "The Rhythm of the Night"         | [ 12 ] |
| 1993            | Haddaway                    | Alemanha                  | "What Is Love"                    | [ 14 ] |
| 1993            | Culture Beat                | Alemanha                  | "Mr. Vain"                        | [ 7 ]  |
| 1993            | Whigfield                   | Dinamarca                 | "Saturday Night"                  | [ 15 ] |
| 1994            | B.G., The Prince of Rap     | Estados Unidos            | "The Color of My Dreams"          | [ 16 ] |
| 1994            | Real McCoy                  | Alemanha                  | "Another Night"                   | [ 17 ] |
| 1994            | E-Rotic                     | Alemanha                  | "Max Don't Have Sex With Your Ex" | [ 18 ] |
| 1994            | Playahitty                  | Itália                    | "The Summer Is Magic"             | [ 19 ] |
| 1994            | 2 Brothers on the 4th Floor | Países Baixos             | "Dreams (Will Come Alive)"        | [ 20 ] |
| 1994            | E-Type                      | Suécia                    | "This Is The Way"                 | [ 12 ] |
| 1994            | Rednex                      | Suécia                    | "Cotton Eye Joe"                  | [ 21 ] |
| 1994            | Masterboy                   | Alemanha                  | "Feel the Heat of the Night"      | [ 22 ] |
| 1994            | Doop                        | Países Baixos             | "Doop"                            | [ 23 ] |
| 1994            | Scatman John                | Estados Unidos            | "Scatman (Ski-Ba-Bop-Ba-Dop-Bop)" | [ 24 ] |
| 1994            | Ice MC                      | Reino Unido               | "Think About The Way"             | [ 25 ] |
| 1994            | Fun Factory                 | Alemanha                  | "Take Your Chance"                | [ 26 ] |
| 1995            | Ace of Base                 | Suécia                    | "Beautiful Life"                  | [ 27 ] |
| 1995            | Captain Jack                | Alemanha                  | "Captain Jack"                    | [ 28 ] |
| 1995            | J.K.                        | Polónia                   | "My Radio"                        | [ 15 ] |
| 1995            | Me & My                     | Dinamarca                 | "Dub-I-Dub"                       | [ 29 ] |
| 1995            | Gottsha                     | Brasil                    | "No One To Answer"                | [ 30 ] |
| 1995            | La Bouche                   | Alemanha                  | "Be My Lover"                     | [ 31 ] |
| 1995            | 20 Fingers                  | Estados Unidos            | "Lick It"                         | [ 32 ] |
| 1995            | Pandora                     | Suécia                    | "Don't You Now"                   | [ 33 ] |
| 1995            | Sin With Sebastian          | Alemanha                  | "Shut Up (and Sleep with Me)"     | [ 34 ] |
| 1996            |                             |                           |                                   |        |
| Paradisio       | Bélgica                     | "Bailando"                | [ 35 ]                            |        |
| Mr. President   | Alemanha                    | "Coco Jamboo"             | [ 36 ]                            |        |
| Szandi          | Hungria                     | "Yodeling's On The Scene" | [ 37 ]                            |        |
| Gala Rizzatto   | Itália                      | "Freed from Desire"       | [ 38 ]                            |        |
| 1997            | Aqua                        | Dinamarca                 | "Barbie Girl"                     | [ 39 ] |
| 1997            | Daze                        | Dinamarca                 | "Superhero"                       | [ 40 ] |
| 1997            | Sash!                       | Alemanha                  | "Encore une fois"                 | [ 41 ] |
| 1998            | Alice DJ                    | Países Baixos             | "Better Off Alone"                | [ 42 ] |
| 1998            | Vengaboys                   | Países Baixos             | "Boom, Boom, Boom, Boom!!"        | [ 43 ] |
| 1998            | Dr. Bombay                  | Suécia                    | "Calcutta (Taxi Taxi Taxi)"       | [ 44 ] |
| 1998            | ATB                         | Alemanha                  | "9 PM (Till I Come)"              | [ 45 ] |
| 1999            |                             |                           |                                   |        |
| Eiffel 65       | Itália                      | "Blue (Da Ba Dee)"        | [ 46 ]                            |        |
| Darude          | Finlândia                   | "Sandstorm"               | [ 47 ]                            |        |
| Gigi D'Agostino | Itália                      | "L'Amour Toujours"        | [ 48 ]                            |        |

## Década de 2000
| Ano  | Artista                      | País           | Canção                              | Ref.   |
| ---- | ---------------------------- | -------------- | ----------------------------------- | ------ |
| 2000 | ATC                          | Alemanha       | "Around the World (La La La La La)" | [ 49 ] |
| 2000 | Sarina Paris                 | Canadá         | "Look at Us"                        | [ 50 ] |
| 2001 | DJ Encore featuring Engelina | Dinamarca      | "I See Right Through to You"        | [ 51 ] |
| 2001 | Lasgo                        | Bélgica        | "Something"                         |        |
| 2001 | DJ Sammy                     | Espanha        | "Heaven"                            | [ 52 ] |
| 2002 | Modern Talking               | Alemanha       | "Ready for the Victory"             | [ 53 ] |
| 2003 | O-Zone                       | Moldávia       | "Dragostea Din Tei"                 | [ 54 ] |
| 2003 | t.A.T.u.                     | Rússia         | "Not Gonna Get Us"                  | [ 55 ] |
| 2003 | Magic Box                    | Itália         | "If You"                            | [ 56 ] |
| 2004 | Günther                      | Suécia         | "Ding Dong Song"                    | [ 57 ] |
| 2004 | La Toya Jackson              | Estados Unidos | "Just Wanna Dance"                  | [ 58 ] |
| 2004 | O-Zone                       | Roménia        | "Dragostea Din Tei"                 | [ 59 ] |
| 2005 | Crazy Frog                   | Suécia         | "Axel F"                            | [ 60 ] |
| 2005 | DHT                          | Bélgica        | "Listen to Your Heart"              | [ 61 ] |
| 2006 | Kasino                       | Brasil         | "Can't Get Over"                    | [ 56 ] |
| 2006 | September                    | Suécia         | "Cry For You"                       | [ 62 ] |
| 2007 | Cascada                      | Alemanha       | "Everytime We Touch"                | [ 63 ] |
| 2008 | Inna                         | Roménia        | "Hot"                               | [ 64 ] |
| 2009 | Edward Maya                  | Roménia        | "Stereo Love"                       | [ 64 ] |

## Década de 2010
| Ano  | Artista                       | País           | Canção                     | Ref.   |
| ---- | ----------------------------- | -------------- | -------------------------- | ------ |
| 2010 | Rihanna                       | Estados Unidos | "Only Girl (In the World)" | [ 65 ] |
| 2010 | Katy Perry                    | Estados Unidos | "Firework"                 | [ 66 ] |
| 2010 | SunStroke Project & Olia Tira | Moldávia       | "Run Away"                 | [ 67 ] |
| 2011 | Pitbull feat. Marc Anthony    | Estados Unidos | "Rain Over Me"             | [ 68 ] |
| 2011 | Eric Saade                    | Suécia         | "Popular"                  | [ 69 ] |
| 2011 | Alexandra Stan                | Roménia        | "Mr. Saxobeat"             | [ 64 ] |
| 2011 | Santamaria                    | Portugal       | "Let's Go To Afrika"       | [ 70 ] |
| 2012 | Loreen                        | Suécia         | "Euphoria"                 | [ 71 ] |
| 2013 | Justin Bieber feat. Ludacris  | Estados Unidos | "All Around the World"     | [ 72 ] |
| 2018 | Calvin Harris & Dua Lipa      | Reino Unido    | "One Kiss"                 | [ 73 ] |

## Década de 2020
| Ano  | Artista   | País           | Canção  | Ref.   |
| ---- | --------- | -------------- | ------- | ------ |
| 2020 | Lady Gaga | Estados Unidos | "Alice" | [ 74 ] |